# Saint-Étienne-la-Geneste
Saint-Étienne-la-Geneste (Sent Estefe la Genesta auf Okzitanisch) ist eine französische Gemeinde mit 87 Einwohnern (Stand 1. Januar 2022) im Département Corrèze in der Region Nouvelle-Aquitaine.

## Geografie
Die Gemeinde liegt im Zentralmassiv südlich vom Plateau de Millevaches und dem Regionalen Naturpark Millevaches en Limousin am rechten Ufer der Diège. Das Gemeindegebiet wird auch vom Flüsschen Artaude durchquert.
Tulle, die Präfektur des Départements, liegt ungefähr 70 Kilometer südwestlich, Ussel etwa 13 Kilometer nördlich und Bort-les-Orgues rund 20 Kilometer östlich.
Nachbargemeinden von Saint-Étienne-la-Geneste sind Saint-Victour im Osten, Sainte-Marie-Lapanouze im Süden,  sowie Chirac-Bellevue im Westen.

### Verkehr
Der Ort liegt ungefähr 13 Kilometer leicht südöstlich der Abfahrt 23 der Autoroute A89.

## Wappen
Beschreibung: In Blau ein gedrückter goldener Sparren; über diesem eine silberne liegende Mondsichel, von zwei goldenen Sternen beseitet. Unter dem Sparren eine silberne Gans.

## Bevölkerungsentwicklung
| Jahr      | 1962 | 1968 | 1975 | 1982 | 1990 | 1999 | 2007 | 2016 |
| Einwohner | 71   | 85   | 58   | 55   | 62   | 61   | 75   | 94   |

## Sehenswürdigkeiten
- Die Kirche Saint-Étienne, ein romanischer Sakralbau aus dem 12. und 18. Jahrhundert, ist seit dem 20. Juli 1972 als Monument historique klassifiziert[2].
- Das Château de Laveix, ein Profanbau aus dem 17., 18. und 19. Jahrhundert, ist seit dem 30. März 1979 als Monument historique klassifiziert[3].
- Die Diège-Talsperre Barrage des Chaumettes liegt ca. 3 Kilometer südöstlich[4].
- Die Triozoune-Talsperre Barrage de Neuvic liegt ca. 11 Kilometer südwestlich[5][6].
- Die Dordogne-Talsperre Barrage de Marèges liegt ca. 10 Kilometer südlich[7][8][9][10]